# 罗尔巴赫-施泰因贝格
罗尔巴赫-施泰因贝格是奥地利施蒂利亚州格拉茨城郊县的一个市镇。总面积8.41平方公里，总人口1336人，人口密度158.9人/平方公里（2005年）。